# Badessa ampycoides
Badessa ampycoides – gatunek kosarza z podrzędu Laniatores i rodziny Samoidae. Jedyny znany przedstawiciel monotypowego rodzaju Badessa.

## Występowanie
Gatunek jest endemiczny dla Fidżi.